# Vittsar
Vittsar (finska Vitsari) är en by i Karleby i Finland som ligger 4,5 km utanför stadens centrum. Vittsar har en svenskspråkig lågstadieskola, Vittsar lågstadium. En vandringsled går från Vittsar längs med Perho ån och slutar i Lahnakoski.